# Adjud
Adjud is een stad in het oosten van Roemenië, in de regio Moldavië. Adjud heeft 20.776 inwoners en mag zich een stad noemen sinds 1838. De stad ligt in het dal van de Siret, net ten noorden van de Trotuș. In 1433 werd Adjud gesticht.
Adjud is belangrijk voor constructiematerialen, houtmeubelen, levensmiddelen en communicatieapparaten.